# غافن غوردون (ممثل)
غافن غوردون (بالإنجليزية: Gavin Gordon)‏ مواليد 7 أبريل 1901 في مسيسيبي، الولايات المتحدة - الوفاة 7 أبريل 1983 في كاليفورنيا، الولايات المتحدة، هو ممثل أمريكي بدأ مسيرته الفنية سنة 1929. امتدت مسيرته الفنية لأكثر من 39 عاما.

## الأعمال
- الشك
- الوصايا العشر

## روابط خارجية
- غافين غوردون على موقع IMDb (الإنجليزية)
- غافين غوردون على موقع ألو سيني (الفرنسية)
- غافين غوردون على موقع ميوزك برينز (الإنجليزية)
- غافين غوردون على موقع أول موفي (الإنجليزية)
- غافين غوردون على موقع قاعدة بيانات برودواي على الإنترنت (الإنجليزية)
- غافين غوردون على موقع قاعدة بيانات الأفلام السويدية (السويدية)
- غافين غوردون على موقع قاعدة بيانات الفيلم (الإنجليزية)
- غافين غوردون على موقع كينوبويسك (الروسية)